# Luci Eli Cèsar
Luci Ceioni Còmmode  (llatí: Lucius Ceionius Commodus), més tard Luci Eli Cèsar o Luci Eli Ver (llatí: Lucius Aelius Verus Caesar) fou un cèsar romà. Era fill de Luci Ceioni Còmmode, cònsol l'any 106, i fou adoptat per l'emperador Hadrià vers el 135 o 136, i llavors va prendre el seu nom adoptiu. Fou cònsol de Roma el 136 encara amb el nom de Luci Ceioni Còmmode, i altre cop el 137 ja amb el nom de Luci Eli Cèsar, fet que indicaria que l'adopció es va completar el 136. Després fou governador de Pannònia, però va morir sobtadament l'1 de gener del 138, uns mesos abans que el seu pare adoptiu. Fou pare de l'emperador Luci Ver.

## Origen i influències de parentiu
Procedia d'una família de rang consular. El seu pare era Lucius Ceionius Commodus, cònsol del 106 sota l'emperador Trajà, i el seu avi havia estat cònsol sufecte sota l'emperador Domicià.
Sa mare es deia Plàutia i havia estat la primera esposa de Ceionius Commodus, però després s'havia casat amb Gai Avidi Nigrí un general que fou escollit cònsol sufecte l'any 110, amic de Trajà i condemnat a mort pel senat per una suposada conspiració a començaments de l'imperi d'Hadrià el 118. Després Plàutia podria haver-se tornat a casar amb Luci Tuti Cerealis. D'aquest darrer matrimoni potser va tenir com a cunyat a Marcus Vettulenus Civica Barbarus, qui seria el cònsol epònim del 157.

## Personalitat
La major part del que se sap sobre ell procedeix de la Història Augusta, un llibre de biografies de cèsars escrita al segle vi. Les primeres biografies de la col·lecció es consideren bastant fiables, i aquesta és la segona d'aquest treball.
Luci Eli era de salut fràgil i conegut per portar una vida frívola. Les seves lectures preferides eren els poemes eròtics d'Ovidi i un llibre d'Apici. Va inventar un plat sumptuós que va anomenar tetrafarmacum, elaborat amb faisà, pits de truja, paó i crosta de pernil de porc.

## Vida política
Va ser primer pretor i després governador (legatus Augusti propraetore) d'una de les províncies de Pannònia. Va ser cònsol epònim una primera vegada el 136. Després va ser adoptat per l'emperador Hadrià i va rebre la potestat tribunícia malgrat la seva manca d'experiència, la seva salut feble i el seu caràcter mediocre. Fou dues vegades epònim l'any següent, aquesta vegada amb el nom d'adopció Lucius Aelius Caesar.
Va morir l'1 de gener del 138, sis mesos abans que Hadrià, per tant no va arribar a ser emperador. La seva urna funerària està dins el mausoleu d'Hadrià.

## Matrimoni i descendència
Es va casar amb una dona anomenada Avidia, filla de Gai Avidi Nigrí, que també era mig germana pel matrimoni de la seva mare. Van tenir quatre fills:
- Caius Avidius Ceionius Commodus
- Ceiònia Fàbia (Ceionia Fabia)
- Ceionia Plautia
- Lucius Verus, nascut el 15 de desembre del 130, va ser coemperador del 161 al 169 (conegut pel sobrenom Còmmode), amb Marc Aureli, havent estat adoptat per Antoní Pius.[5]